# Yintai
Yintai är ett stadsdistrikt i Tongchuan i Shaanxi-provinsen i nordvästra Kina. Det ligger omkring 90 kilometer norr om provinshuvudstaden Xi'an.